# Persone di nome Chiara
| Questa pagina contiene informazioni ricavate automaticamente dalle voci biografiche con l'ausilio del template Bio e di un bot. L'aggiornamento è periodico e automatico e ricostruisce completamente la pagina. Se manca una persona in questa lista, sei pregato di non aggiungerla, ma accertati piuttosto che la sua voce biografica contenga il template Bio e che i dati anagrafici siano correttamente compilati. Se il template Bio manca, inseriscilo tu stesso o, in alternativa, metti l'avviso {{tmp\|Bio}} che ne segnala la mancanza. Se i dati riportati sono sbagliati, correggi direttamente la voce biografica; le modifiche saranno visibili in questa lista entro pochi giorni. Per chiarimenti vedi il progetto antroponimi. La lista contiene solo le 199 persone che sono citate nell'enciclopedia e per le quali è stato implementato correttamente il template Bio. Pagina aggiornata al 22 lug 2025. |

Questa è una lista di persone presenti nell'enciclopedia che hanno il nome Chiara, suddivise per attività principale.

## Allenatrici di calcio(1)
- Chiara Baroni, allenatrice di calcio e ex calciatrice italiana (Brescia, n. 1992)

## Arciere(1)
- Chiara Rebagliati, arciera italiana (Savona, n. 1997)

## Artiste(5)
- Chiara Diamantini, artista italiana (Senigallia, n. 1949)
- Chiara Dynys, artista italiana (Mantova, n. 1958)
- Chiara Luzzana, artista e compositrice italiana (Lecco, n. 1984)
- Chiara Passa, artista italiana (Roma, n. 1973)
- Chiara Rapaccini, artista, illustratrice e designer italiana (Firenze, n. 1954)

## Astrofisiche(1)
- Chiara Mingarelli, astrofisica canadese

## Attrici(20)
- Chiara Aurelia, attrice statunitense (Taos, n. 2002)
- Chiara Baffi, attrice italiana (Napoli, n. 1979)
- Chiara Bordi, attrice e modella italiana (Tarquinia, n. 2000)
- Chiara Caselli, attrice, regista e fotografa italiana (Bologna, n. 1967)
- Chiara Chiti, attrice e modella italiana (Firenze, n. 1987)
- Chiara Conti, attrice italiana (Firenze, n. 1974)
- Chiara Francia, attrice argentina (Buenos Aires, n. 2003)
- Chiara Francini, attrice, scrittrice e conduttrice televisiva italiana (Firenze, n. 1979)
- Chiara Gensini, attrice italiana (Roma, n. 1982)
- Chiara Martegiani, attrice italiana (Rimini, n. 1987)
- Chiara Mastalli, attrice italiana (Roma, n. 1984)
- Chiara Mastroianni, attrice e modella francese (Parigi, n. 1972)
- Chiara Moretti, attrice italiana (Siena, n. 1953 - Firenze, † 2023)
- Chiara Muti, attrice cinematografica e attrice teatrale italiana (Firenze, n. 1973)
- Chiara Nicola, attrice italiana (Biella, n. 1983)
- Chiara Noschese, attrice, cantante e regista teatrale italiana (Milano, n. 1968)
- Chiara Ricci, attrice, conduttrice televisiva e ex modella italiana (Roma, n. 1977)
- Chiara Sani, attrice, conduttrice televisiva e regista italiana (Bologna, n. 1963)
- Chiara Schoras, attrice tedesca (Elmshorn, n. 1975)
- Chiara Tron, attrice italiana (Roma, n. 1993)

## Beate(1)
- Chiara Badano, beata italiana (Sassello, n. 1971 - Sassello, † 1990)

## Beati(1)
- Chiara Corbella Petrillo, beato italiana (Roma, n. 1984 - Cerveteri, † 2012)

## Blogger(1)
- Chiara Maci, blogger, cuoca e conduttrice televisiva italiana (Agropoli, n. 1983)

## Calciatrici(21)
- Chiara Barcella, calciatrice italiana (Seriate, n. 1992)
- Chiara Beccari, calciatrice italiana (Città di San Marino, n. 2004)
- Chiara Breccia, calciatrice italiana (Senigallia, n. 1982)
- Chiara Cecotti, calciatrice italiana (Alzano Lombardo, n. 1999)
- Chiara Dedè, calciatrice italiana (Pavia, n. 1986)
- Chiara Eusebio, calciatrice italiana (Torino, n. 1995)
- Chiara Ferrario, calciatrice italiana (n. 1995)
- Chiara Gazzoli, ex calciatrice e ex giocatrice di calcio a 5 italiana (Cernusco sul Naviglio, n. 1978)
- Chiara Massussi, calciatrice italiana (n. 1995)
- Chiara Nespoli, calciatrice italiana (Como, n. 1987)
- Chiara Paroni, calciatrice italiana (San Vito al Tagliamento, n. 1991)
- Chiara Pasqualini, calciatrice italiana (Trento, n. 1994)
- Chiara Piccinno, ex calciatrice italiana (Milano, n. 1985)
- Chiara Poeta, calciatrice italiana (Seriate, n. 1992)
- Chiara Robustellini, calciatrice italiana (n. 2003)
- Chiara Serafino, calciatrice italiana (Torino, n. 1989)
- Chiara Simeoni, calciatrice italiana (n. 1991)
- Chiara Valzolgher, calciatrice italiana (Trento, n. 1992)
- Chiara Vignati, calciatrice italiana (Monza, n. 1991)
- Chiara Viscardi, calciatrice italiana (n. 1999)
- Chiara Voloninno, calciatrice italiana (Sant'Elpidio a Mare, n. 1991)

## Canoiste(1)
- Chiara Dal Santo, ex canoista italiana (Mirano, n. 1969)

## Cantanti(4)
- Chiara Civello, cantante, compositrice e polistrumentista italiana (Roma, n. 1975)
- Chiara Margarita Cozzolani, cantante, compositrice e monaca cristiana italiana (Milano, n. 1602 - Milano, † 1678)
- Chiara Galiazzo, cantante italiana (Padova, n. 1986)
- Chiara Siracusa, cantante maltese (Senglea, n. 1976)

## Cantautrici(3)
- Chiara Canzian, cantautrice e blogger italiana (Vittorio Veneto, n. 1989)
- Chiara Grillo, cantautrice italiana (Cosenza, n. 1956)
- Chiara Iezzi, cantautrice, musicista e attrice italiana (Milano, n. 1973)

## Cestiste(10)
- Chiara Ciardiello, cestista italiana (Gallarate, n. 1992)
- Chiara Consolini, cestista italiana (Peschiera del Garda, n. 1988)
- Chiara De Luca, ex cestista italiana (Chieti, n. 1984)
- Chiara Guzzonato, ex cestista italiana (Cittadella, n. 1956)
- Chiara Longo, cestista italiana (Trieste, n. 1951 - † 1995)
- Chiara Pastore, cestista italiana (Napoli, n. 1986)
- Chiara Perfetti, ex cestista italiana (Roma, n. 1979)
- Chiara Rossi, cestista italiana (Rovigo, n. 1988)
- Chiara Strazzabosco, ex cestista italiana (Schio, n. 1969)
- Chiara Villarini, cestista italiana (Arezzo, n. 1996)

## Cicliste su strada(1)
- Chiara Pierobon, ciclista su strada e pistard italiana (Mirano, n. 1993 - Ingolstadt, † 2015)

## Clavicembaliste(1)
- Chiara Massini, clavicembalista italiana (Roma, n. 1971)

## Conduttrici televisive(2)
- Chiara Giallonardo, conduttrice televisiva e conduttrice radiofonica italiana (Roma, n. 1979)
- Chiara Tortorella, conduttrice televisiva, conduttrice radiofonica e modella italiana (Milano, n. 1982)

## Dirigenti d'azienda(1)
- Chiara Sbarigia, manager italiana (Roma, n. 1964)

## Dirigenti sportive(1)
- Chiara Marchitelli, dirigente sportiva e ex calciatrice italiana (Roma, n. 1985)

## Doppiatrici(4)
- Chiara Colizzi, doppiatrice e direttrice del doppiaggio italiana (Roma, n. 1968)
- Chiara Fabiano, doppiatrice italiana (Roma, n. 2004)
- Chiara Gioncardi, doppiatrice e attrice teatrale italiana (Roma, n. 1981)
- Chiara Salerno, doppiatrice, direttrice del doppiaggio e attrice italiana (Roma, n. 1957)

## Economiste(1)
- Chiara Mio, economista italiana (Pordenone, n. 1964)

## Filosofe(1)
- Chiara Bottici, filosofa e saggista italiana (Firenze, n. 1975)

## Fondiste(1)
- Chiara Devittori, ex fondista e biatleta svizzera

## Fotografe(1)
- Chiara Samugheo, fotografa italiana (Bari, n. 1925 - Bari, † 2022)

## Ginnaste(4)
- Chiara Di Battista, ex ginnasta italiana (Frisa, n. 1996)
- Chiara Gandolfi, ex ginnasta italiana (Roma, n. 1995)
- Chiara Ianni, ex ginnasta italiana (Popoli, n. 1991)
- Chiara Stefanazzi, ex ginnasta italiana (Busto Arsizio, n. 1978)

## Giocatrici di curling(1)
- Chiara Olivieri, giocatrice di curling italiana (Negrar, n. 1979)

## Giornaliste(4)
- Chiara Beria di Argentine, giornalista italiana (Milano, n. 1950)
- Chiara Geronzi, giornalista italiana (Roma, n. 1972)
- Chiara Lico, giornalista, scrittrice e conduttrice televisiva italiana (Roma, n. 1975)
- Chiara Valentini, giornalista e scrittrice italiana (Parma, n. 1941)

## Illustratrici(1)
- Chiara Bigatti, illustratrice italiana (Milano, n. 1963)

## Imprenditrici(1)
- Chiara Ferragni, imprenditrice e blogger italiana (Cremona, n. 1987)

## Medici(1)
- Chiara Castellani, medico e missionaria italiana (Parma, n. 1956)

## Mistiche(1)
- Chiara Lubich, mistica italiana (Trento, n. 1920 - Rocca di Papa, † 2008)

## Modelle(2)
- Chiara Baschetti, modella e attrice italiana (Cesena, n. 1987)
- Chiara Leone, modella cilena (Santiago del Cile, n. 2000)

## Mountain biker(1)
- Chiara Teocchi, mountain biker e ciclocrossista italiana (Bergamo, n. 1996)

## Nobildonne(3)
- Chiara Dolfin, nobildonna italiana
- Chiara Sforza, nobildonna italiana (Milano, n. 1467 - † 1531)
- Chiara Spinucci, nobildonna italiana (Fermo, n. 1741 - Porto San Giorgio, † 1792)

## Nobili(4)
- Chiara Gonzaga, nobile (Mantova, n. 1464 - Alvernia, † 1503)
- Chiara Clemenza di Maillé, nobile francese (Brézé, n. 1628 - Châteauroux, † 1694)
- Chiara Zorzi, nobile italiana († 1454)
- Chiara da Polenta, nobile e religiosa italiana (Ravenna, † 1292)

## Nuotatrici(6)
- Chiara Boggiatto, ex nuotatrice italiana (Moncalieri, n. 1986)
- Chiara Cassin, nuotatrice artistica italiana (Mestre, n. 1978)
- Chiara Diky, nuotatrice artistica slovacca (n. 2004)
- Chiara Gomez, nuotatrice artistica spagnola (n. 2006)
- Chiara Masini Luccetti, nuotatrice italiana (Calenzano, n. 1993)
- Chiara Tarantino, nuotatrice italiana (Corato, n. 2003)

## Pallanuotiste(2)
- Chiara Brancati, pallanuotista italiana (Catania, n. 1981)
- Chiara Tabani, pallanuotista italiana (Prato, n. 1994)

## Pallavoliste(11)
- Chiara Arcangeli, ex pallavolista italiana (Perugia, n. 1983)
- Chiara Bellei, pallavolista italiana (Pinerolo, n. 1995)
- Chiara Borgogno, pallavolista italiana (Mondovì, n. 1984)
- Chiara Dall'Ora, pallavolista italiana (Negrar, n. 1983)
- Chiara De Bortoli, pallavolista italiana (Venezia, n. 1997)
- Chiara Di Iulio, ex pallavolista italiana (Avezzano, n. 1985)
- Chiara Lapi, pallavolista italiana (San Miniato, n. 1991)
- Chiara Mason, pallavolista italiana (Camposampiero, n. 2000)
- Chiara Negrini, pallavolista italiana (Chiaravalle, n. 1979)
- Chiara Scacchetti, pallavolista italiana (Rubiera, n. 1995)
- Chiara Scarabelli, pallavolista italiana (Codogno, n. 1993)

## Pattinatrici artistiche su ghiaccio(1)
- Chiara Censori, pattinatrice artistica su ghiaccio e pattinatrice di figura in-line italiana (Marino, n. 1999)

## Pattinatrici di short track(1)
- Chiara Betti, pattinatrice di short track italiana (Trento, n. 2002)

## Pattinatrici di velocità su ghiaccio(1)
- Chiara Simionato, pattinatrice di velocità su ghiaccio italiana (Treviso, n. 1975)

## Performance artist(1)
- Chiara Fumai, performance artist italiana (Roma, n. 1978 - Bari, † 2017)

## Personaggi televisivi(1)
- Chiara Carcano, personaggio televisivo e conduttrice radiofonica italiana (Giussano, n. 1991)

## Pesiste(1)
- Chiara Rosa, ex pesista italiana (Camposampiero, n. 1983)

## Pianiste(1)
- Chiara Bertoglio, pianista, musicologa e teologa italiana (Torino, n. 1983)

## Pilote motociclistiche(1)
- Chiara Valentini, pilota motociclistica, conduttrice televisiva e autrice televisiva italiana (Roma, n. 1975)

## Pistard(1)
- Chiara Consonni, pistard e ciclista su strada italiana (Ponte San Pietro, n. 1999)

## Pittrici(3)
- Chiara Salmeggia, pittrice italiana (Bergamo - Bergamo)
- Chiara Spinelli di Belmonte, pittrice e nobile italiana (Napoli, n. 1744 - Napoli, † 1823)
- Chiara Varotari, pittrice italiana (Padova, n. 1584)

## Poetesse(1)
- Chiara Matraini, poetessa italiana (Lucca, n. 1515 - Lucca, † 1604)

## Politiche(15)
- Chiara Appendino, politica e dirigente sportiva italiana (Moncalieri, n. 1984)
- Chiara Braga, politica italiana (Como, n. 1979)
- Chiara Colosimo, politica italiana (Roma, n. 1986)
- Chiara Di Benedetto, politica italiana (Palermo, n. 1987)
- Chiara Frontini, politica italiana (Viterbo, n. 1989)
- Chiara Gagnarli, politica italiana (Castiglione del Lago, n. 1981)
- Chiara Maria Gemma, politica italiana (Brindisi, n. 1968)
- Chiara Gribaudo, politica italiana (Cuneo, n. 1981)
- Chiara Ingrao, politica, sindacalista e scrittrice italiana (Roma, n. 1949)
- Chiara La Porta, politica italiana (Prato, n. 1991)
- Chiara Moroni, politica italiana (Iseo, n. 1974)
- Chiara Pinfari, politica italiana (Mantova, n. 1940 - Mantova, † 2024)
- Chiara Scuvera, politica italiana (Mazzarino, n. 1975)
- Chiara Simoneschi-Cortesi, politica svizzera (n. 1946)
- Chiara Tenerini, politica italiana (San Miniato, n. 1972)

## Psicologhe(2)
- Chiara Simonelli, psicologa e sessuologa italiana (Firenze, n. 1950)
- Chiara Volpato, psicologa italiana (Marostica, n. 1951)

## Registe(1)
- Chiara Malta, regista italiana (Roma, n. 1977)

## Registe teatrali(1)
- Chiara Guidi, regista teatrale, attrice teatrale e drammaturga italiana (Cesena, n. 1960)

## Religiose(5)
- Chiara Bosatta, religiosa e educatrice italiana (Pianello del Lario, n. 1858 - Pianello del Lario, † 1887)
- Chiara da Montefalco, religiosa italiana (Montefalco, n. 1268 - Montefalco, † 1308)
- Chiara da Rimini, religiosa italiana (Rimini, n. 1280 - Rimini, † 1326)
- Chiara d'Assisi, religiosa italiana (Assisi, n. 1194 - Assisi, † 1253)
- Chiara Augusta Lainati, religiosa e latinista italiana (Saronno, n. 1939 - Matelica, † 2024)

## Saggiste(1)
- Chiara Lalli, saggista e filosofa italiana (Roma, n. 1973)

## Saltatrici con gli sci(1)
- Chiara Hölzl, saltatrice con gli sci austriaca (Schwarzach im Pongau, n. 1997)

## Schermitrici(2)
- Chiara Cini, schermitrice italiana (Pisa, n. 1990)
- Chiara Mormile, schermitrice italiana (Roma, n. 1995)

## Sciatrici alpine(7)
- Chiara Bissig, ex sciatrice alpina svizzera (n. 2000)
- Chiara Costazza, ex sciatrice alpina italiana (Cavalese, n. 1984)
- Chiara Fiume, ex sciatrice alpina italiana (Sondrio, n. 1961)
- Chiara Gmür, ex sciatrice alpina svizzera (n. 1993)
- Chiara Mair, ex sciatrice alpina austriaca (Innsbruck, n. 1996)
- Chiara Maj, ex sciatrice alpina italiana (Clusone, n. 1980)
- Chiara Pogneaux, sciatrice alpina francese (n. 2002)

## Scrittrici(10)
- Chiara Amirante, scrittrice italiana (Roma, n. 1966)
- Chiara Carminati, scrittrice e traduttrice italiana (Udine, n. 1971)
- Chiara Gamberale, scrittrice, conduttrice radiofonica e conduttrice televisiva italiana (Roma, n. 1977)
- Chiara Lossani, scrittrice italiana (n. 1954)
- Chiara Marchelli, scrittrice e traduttrice italiana (Aosta, n. 1972)
- Chiara Moscardelli, scrittrice italiana (Roma, n. 1972)
- Chiara Palazzolo, scrittrice italiana (Catania, n. 1961 - Roma, † 2012)
- Chiara Patarino, scrittrice italiana (Milano, n. 1960)
- Chiara Valerio, scrittrice italiana (Minturno, n. 1978)
- Chiara Zocchi, scrittrice italiana (Varese, n. 1977)

## Sociologhe(1)
- Chiara Saraceno, sociologa e filosofa italiana (Milano, n. 1941)

## Storiche(2)
- Chiara Frugoni, storica e scrittrice italiana (Pisa, n. 1940 - Pisa, † 2022)
- Chiara Ottaviano, storica italiana (Ragusa, n. 1955)

## Tiratrici a segno(1)
- Chiara Leone, tiratrice a segno svizzera (Frick, n. 1998)

## Tiratrici a volo(3)
- Chiara Cainero, tiratrice a volo italiana (Tavagnacco, n. 1978)
- Chiara Costa, tiratrice a volo italiana (Roma, n. 1975)
- Chiara Di Marziantonio, tiratrice a volo italiana (n. 1995)

## Tuffatrici(1)
- Chiara Pellacani, tuffatrice italiana (Roma, n. 2002)

## Ultramaratonete(1)
- Chiara Milanesi, ultramaratoneta italiana (n. 1975)

## Velociste(2)
- Chiara Bazzoni, velocista italiana (Arezzo, n. 1984)
- Chiara Gervasi, velocista italiana (La Spezia, n. 1986)

## Violiniste(1)
- Chiara Banchini, violinista e direttrice d'orchestra svizzera (Lugano, n. 1946)

## Senza attività specificata(3)
- Chiara Fancelli, italiana (Fiesole - Firenze, † 1541)
- Chiara Gambacorti, monaca cristiana italiana (Firenze, n. 1362 - Pisa, † 1420)
- Chiara Montanari, ingegnera italiana (Pisa, n. 1974)